# Anomianthus heterocarpus
Anomianthus heterocarpus är en kirimojaväxtart som först beskrevs av Carl Ludwig von Blume, och fick sitt nu gällande namn av Heinrich Zollinger. Anomianthus heterocarpus ingår i släktet Anomianthus och familjen kirimojaväxter. Utöver nominatformen finns också underarten A. h. albipilus.